# Cid Pedroso
Cid Caesar de Almeida Pedroso (Campos Novos, 1 de março de 1927 — Tijucas, 22 de outubro de 1993) foi um advogado e político brasileiro.

## Vida
Filho de Darcy Pedroso e de Maria Conceição de Almeida Pedroso, bacharelando-se em direito pela Pontifícia Universidade Católica do Rio Grande do Sul, em 1952. Casou com Neiva Coninck de Almeida Pedroso.

## Carreira
Foi deputado à Assembleia Legislativa de Santa Catarina na 9ª legislatura (1979 — 1983), eleito pelo Movimento Democrático Brasileiro (MDB), e na 10ª legislatura (1983 — 1987), eleito pelo Partido do Movimento Democrático Brasileiro (PMDB). Foi candidato ao senado por Santa Catarina em 1986, pelo PMDB.